# Triakis maculata
Il palombo maculato (Triakis maculata Kner & Steindachner, 1867) è un palombo della famiglia dei Triakidi diffuso nelle acque tropicali del Pacifico orientale, al largo delle coste del Sudamerica. Presenta generalmente una lunghezza di circa 180 cm. È una specie ovovivipara: all'interno di una femmina catturata vennero ritrovati 14 piccoli di 30-40 cm di lunghezza. Si ritiene che la sua dieta sia composta principalmente da crostacei.

## Descrizione
Il palombo maculato misura generalmente circa 180 cm di lunghezza, ma può raggiungere 240 cm in casi eccezionali. È una specie dalla struttura robusta, con muso arrotondato, lembi nasali molto separati e lobati, e un lungo solco labiale superiore che si estende fino al punto di giunzione delle mascelle. I denti hanno cuspidi dritte ed erette e non sono a forma di lama. La prima pinna dorsale ha un margine posteriore inclinato e le pinne pettorali sono particolarmente falcate (lunghe e ricurve). In alcuni esemplari la colorazione può essere uniforme, ma più spesso il corpo è finemente macchiato di nero.

## Distribuzione e habitat
Il palombo maculato è presente sulla piattaforma continentale del Pacifico orientale, dalle Galápagos e dal Perù fino al Cile settentrionale a sud, tra l'equatore e i 30° sud di latitudine.

## Rapporti con l'uomo
Il palombo maculato viene catturato per il consumo umano con reti da posta, e talvolta con reti da traino, dai pescatori artigianali principalmente in Perù, insieme al palombo gobbo (Mustelus whitneyi) e al palombo maculato (M. mento), noti collettivamente (in spagnolo) con il nome commerciale di tollo nei mercati del pesce locali. Di queste tre specie, il palombo maculato è probabilmente il meno comune e la sua popolazione sembra essere in calo. Sono state istituite delle misure di controllo, con l'introduzione di un requisito di taglia minima, ma le dimensioni stabilite sono piuttosto piccole in relazione alle dimensioni dell'animale al raggiungimento della maturità sessuale. La IUCN ne valuta lo stato di conservazione come «critico» (Critically Endangered). Con il declino della preda principale (M. whitneyi), la pressione della pesca è diminuita, ma è tuttavia necessario un ulteriore monitoraggio per valutare se la tendenza della popolazione si invertirà.